# Liên đoàn bóng đá Brasil
Liên đoàn bóng đá Brasil (CBF) (tiếng Bồ Đào Nha: Confederação Brasileira de Futebol) là tổ chức quản lý, điều hành các hoạt động bóng đá ở nước Brasil. CBF quản lý các đội tuyển bóng đá quốc gia nam và nữ, tổ chức các giải bóng đá như giải vô địch bóng đá Brasil, Cúp bóng đá Brasil,.... Trụ sở của CBF ở Barra da Tijuca, gần Rio de Janeiro.

## Các chủ tịch của CBF
- Álvaro Zamith (từ 20 tháng 11 năm 1915 đến 4 tháng 11 năm 1916)
- Arnaldo Guinle (từ 4 tháng 11 năm 1916 đến 8 tháng 1 năm 1920)
- Ariovisto de Almeida Rego (từ 8 tháng 1 năm 1920 đến 26 tháng 4 năm 1921)
- Oswaldo Gomes (từ 26 tháng 4 năm 1921 đến 26 tháng 1 năm 1924)
- Ariovisto de Almeida Rego (từ 26 tháng 1 năm 1924 đến 20 tháng 6 năm 1924)
- Wladimir Bernades (từ 20 tháng 6 năm 1924 đến 19 tháng 12 năm 1924)
- Oscar Rodrigues da Costa (từ 19 tháng 12 năm 1924 đến 13 tháng 10 năm 1927)
- Renato Pacheco (từ 13 tháng 10 năm 1927 đến 23 tháng 9 năm 1933)
- Álvaro Catão (từ 23 tháng 9 năm 1933 đến 5 tháng 9 năm 1936)
- Luiz Aranha (từ 5 tháng 9 năm 1936 đến 28 tháng 1 năm 1943)
- Rivadávia Correa Meyer (từ 28 tháng 1 năm 1943 đến 14 tháng 1 năm 1955)
- Sylvio Correa Pacheco (từ 14 tháng 1 năm 1955 đến 14 tháng 1 năm 1958)
- João Havelange (từ 14 tháng 1 năm 1958 đến 10 tháng 1 năm 1975)
- Heleno de Barros Nunes (từ 10 tháng 1 năm 1975 đến 18 tháng 1 năm 1980)
- Giulite Coutinho (từ 18 tháng 1 năm 1980 đến 17 tháng 1 năm 1986)
- Otávio Pinto Guimarães (từ 17 tháng 1 năm 1986 đến 16 tháng 1 năm 1989)
- Ricardo Terra Teixeira (từ 16 tháng 1 năm 1989 đến tháng 1, 2008)